# Oxypoda nutricia
Oxypoda nutricia är en skalbaggsart som beskrevs av Thomas Casey 1911. Oxypoda nutricia ingår i släktet Oxypoda och familjen kortvingar. Inga underarter finns listade i Catalogue of Life.